# Ernest Koliqi
Ernest Koliqi (Shkodra, 1903. május 20. – Róma, 1975. január 15.) albán író, költő, műfordító, irodalomtörténész, politikus. A két világháború közötti albán prózairodalom egyik legjelentősebb alakja volt, de szimbolista költői kísérletei, prózaversei révén a modern albán líra történetében is fontos szerepet játszott. A második világháború során szerepet vállalt az Olasz Királyság által megszállt Albánia politikai életében, 1939-től 1941-ig az oktatásügyi tárcát vezette, 1943-ban pedig a fasiszta törvényhozó testület elnöke volt. 1944 után olaszországi emigrációba kényszerült, műfordítóként és irodalmi monográfiák szerzőjeként jelentősen hozzájárult az albán népköltészet és szépirodalom itáliai megismertetéséhez.

## Életútja
Shkodrában született, bátyja, Mikel Koliqi (1902–1997) később római katolikus pap, az első albán bíboros volt. Középiskolai tanulmányait – bátyját követve – előbb a shkodrai Xavéri Szent Ferenc Kollégiumban, majd Olaszországban, a bresciai jezsuiták kollégiumában végezte. Az első világháború zűrzavarát követően az 1920-as lushnjai kongresszuson konszolidálódott Albánia politikai élete, és Koliqi is hazatért Shkodrába. Luigj Bumçi vezette be szülővárosának katolikus művelődési életébe, ahol Koliqi szoros ismeretséget kötött Kolë Thaçival, Kolë Kamsival, Lazër Shantojával és Karl Gurakuqival. 1923. április 15-én Anton Harapival és Nush Topallival Shkodrában megalapították az Ora e Maleve (’A Hegyek Szelleme’) című ellenzéki politikai hetilapot.
Miután 1924 decemberében Amet Zogu végleg magához ragadta a hatalmat, Koliqi az emigrációt választotta, és a következő öt évben Jugoszláviában, ebből három évet a jugoszláv kormány internáltjaként Tuzla városában élt. 1929-ben hazatért, és 1930-tól egy vlorai kereskedelmi iskolában tanított, majd csakhamar szülővárosának állami középiskolájában kapott tanári állást.
1933-ban politikai okokból ismét elhagyni kényszerült az országot. Olaszországba ment, ahol beiratkozott a Padovai Egyetemre. A következő öt évben Carlo Tagliavini tanítványaként nyelvészeti stúdiumokat végzett, eközben albánnyelv-tanítással tartotta fenn magát. Diplomamunkáját 1937-ben védte meg. Ugyanezekben az években a Tiranában 1934 márciusától kiadott Illyria című kulturális folyóirat külső munkatársa, szerkesztőbizottsági tagja volt. 1939-ben a római La Sapienza Egyetem albán nyelvi és irodalmi tanszékének vezetőjévé nevezték ki. Szülőhazája 1939. áprilisi olasz annexióját ha nem is lelkesen, de tudomásul vette. Az olasz csapatokat követve ő is hazatért, és 1939. április 21-étől 1941. december 3-áig Shefqet Vërlaci kormányában az oktatási tárcát vezette. Miniszterként egyik legfontosabb programja a koszovói albán nyelvű oktatás fejlesztése volt. Neki köszönhetően több alapfokú iskola, illetve Pristinában egy középiskola nyílhatott meg, emellett ösztöndíjrendszert hozott létre, amely koszovói albán fiatalokat segített ausztriai vagy olaszországi továbbtanuláshoz. Sikertelen kísérletet tett a hazájában a nácik által üldözött zsidó származású albanológus, Norbert Jokl megmentésére, tanári állást ajánlott fel számára Albániában. Miniszteri munkájával párhuzamosan 1940-től tagja volt a megszállók törvényhozó testületének, a nemzetgyűlésként funkcionáló Fasiszta Korporatív Főtanácsnak, Terenc Toçi távozását követően, röviddel az olasz kapitulációt megelőzően pedig a főtanács elnöki tisztét is betöltötte. 1940 júliusában Tiranában megalapította és szerkesztette a Shkëndija (’Szikra’) című irodalmi-művészeti havilapot. 1942-től 1943-ig a Királyi Albanológiai Intézet elnöki feladatait látta el.
A kommunista hatalomátvétel előtt, 1944 novemberében visszatért Olaszországba, és életének hátra lévő három évtizedét emigrációban élte le. Újra elfoglalta albán nyelvi és irodalmi tanszékvezetői katedráját a La Sapienza Egyetemen, ahol tanítványai közé tartozott Martin Camaj nyelvész és Giuseppe Gradilone. Ezzel párhuzamosan 1957 és 1973 között a római Shêjzat / Le Pleiadi (’Pleiádok’) című kétnyelvű irodalmi folyóirat alapító szerkesztője volt, amely a kortárs albán és arberes irodalmi alkotások egyik legfontosabb fórumává nőtte ki magát. Római emigrációjában halt meg hetvenegy évesen.

## Munkássága

### Irodalmi életműve
Koliqi – Mitrush Kuteli mellett – a második világháború előtti korszak legnagyobb hatású albán prózaírója volt. Gjergj Fishta és mások nyomdokain elindulva jelentősen hozzájárult anyanyelve, a geg albán nyelv irodalmi nyelvvé formálásában.
Fiatal korában, itáliai évei során nagy hatást gyakorolt rá az olasz kultúra és költészet, nagy rajongója volt Giosuè Carducci, Giovanni Pascoli és Gabriele D’Annunzio lírájának. Hatásukra első zsengéi – költemények, elbeszélések és komédiák – még olasz nyelven születtek. Első versei a diáktársaival együtt alapított bergamói diáklapban, a Noi Giovanni (’Mi, Fiatalok’) hasábjain jelentek meg. Némi feltűnést keltett korai költői műve, az 1924-ben Tiranában megjelent Kushtrimi i Skanderbeut (’Szkander bég csatakiáltása’), amelyben az előző század romantikusainak modorában a 15. századi nemzeti hős és más történeti figurák tetteit elevenítette fel. Második verseskötete 1933-ban Tiranában jött ki a nyomdából Gjurmat e stinëve (’Az évszakok nyoma’) címen, amelyben az előző négy, jugoszláviai emigrációban töltött év során írt verseit adta közre. Költeményei a szimbolizmus határmezsgyéjén születtek, de ihlető forrásként magukon viselik az albán népköltészet hatását is. Koliqi ezekben a költeményekben a szülőhelyről közölt töprengő, filozofikus, az egyes évszakok érzelmi kivetüléseit tükröző gondolatokat. 1941-ben szintén az albán fővárosban megjelent Symfonija e shqipevet (’A sasok szimfóniája’) című kötetében történeti és nacionalista tematikájú prózaverseit tárta az olvasóközönség elé. Negyedik és egyben utolsó lírakötete 1959-ben Rómában jelent meg Kangjellet e rilindjes (’Az újjászületés dalai’) címen, a versek olasz fordításait is mellékelte a kötethez.
Koliqi azonban elsősorban prózaíróként szerzett elévülhetetlen érdemeket. 1929-ben Zárában Hija e maleve (’A hegyek árnyéka’) címen megjelent prózakötetével hívta fel magára a figyelmet, amelyben kora Shkodrájának és a környező hegyvidékek népének életét, a százados hagyományok és a modern, nyugatias világ konfliktusait mutatta be tizenkét elbeszélésben. Írásaiban az albán prózairodalomban megszokottól eltérő hangon szólalt meg, a hagyományosan szentimentális és romantikus nyelvezetet Koliqi prózájában realisztikus megközelítés és szereplőinek pszichológiai kidolgozottsága váltotta fel. Hat évvel később, 1935-ben Tiranában jelent meg újabb novellakötete Tregtar flamujsh (’Zászlóárus’) címen, amely a két világháború közötti albán prózairodalom kiemelkedő kisprózafüzére. Az új könyvben tizenhat, az 1929-es novellákhoz hasonló tematikájú elbeszélése jelent meg, a korábbinál erőteljesebb formanyelvvel megírt művek Luigi Pirandello pszichologizáló írói attitűdjének hatásáról árulkodnak. Már római emigrációjában, 1960-ban jelent meg harmadik prózaműve, első és egyetlen regénye Shija e bukës së mbrûme (’A kovászos kenyér íze’) címen, amelyben a hazájától elszakadni kényszerült, emigrációjában a honvággyal küzdő albánok életét mutatta be – a politikai felhangokat sem nélkülöző – szépirodalmi formában.
Műfordítói tevékenysége szintén sokrétű volt, az albán és az olasz szépirodalom jeles darabjait tette elérhetővé mindkét nép nyelvén. Ezen a téren legjelentősebb eredményei az 1932 és 1936 között két kötetben kiadott, saját fordításait tartalmazó olasz költészeti antológia (Poetët e mëdhej t’Italis, ’Itália nagy költői’), valamint 1963-ban olasz nyelven kiadott albán népköltészeti gyűjteménye.

### Tudományos életműve
1937-es padovai diplomamunkáját az albán népi epika tárgyában írta, ezt követően Koliqi az olaszországi albanológiai kutatások egyik vezető alakja volt. Élete utolsó évtizedeiben, olaszországi emigrációjában több szakmunkát és antológiát adott ki olaszul az albán népköltészet és irodalomtörténet köréből. Ezek közül a legjelentősebbek az albán népi verselésről írt munkája (1957), valamint az albán irodalom történetéről írt esszégyűjteménye (1972).

## Főbb művei

### Prózai művek
- Hija e maleve: Novela (’A hegyek árnyéka: Novellák’). Zara: Schönfeld. 1929.   211 o.
- Tregtar flamujsh: Novela (’Zászlóárus: Novellák’). Tiranë: Nikaj. 1935.   219 o.
- Shija e bukës së mbrûme (’A kovászos kenyér íze’). Romë: Shêjzat. 1960.   173 o.

### Költői művek
- Kushtrimi i Skanderbeut: Poemth dramatik (’Szkander bég csatakiáltása: Drámai vers’). Tiranë: Nikaj. 1924.   41 o.
- Gjurmat e stinëve (’Az évszakok nyoma’). Tiranë: Shtypshkronja Shkodra. 1933.   92 o.
- Symfonija e shqipevet (’A sasok szimfóniája’). Tiranë: (kiadó nélkül). 1941.
- Kangjellet e rilindjes (’Az újjászületés dalai’). Romë: Shêjzat. 1959.   87 o.

### Műfordítások
- Poetët e mëdhej t’Italis: Dante, Petrarka, Ariosto, T. Tasso (’Itália nagy költői: Dante, Petrarca, Ariosto, T. Tasso’). Tiranë: Nikaj. 1932.   280 o.
- Ugo Foscolo: Vorret (’Sírgödrök’). Shkodër: Shtypshkronja e Zojës s’Paperlyeme. 1935.   24 o.
- Ugo Foscolo: Vjerrsha të zgjedhuna (’Válogatott versek’). Tiranë: Luarasi. 1936.   80 o.
- Poetët e mëdhej t’Italis: Parini, Monti, Foscolo, Manzoni (’Itália nagy költői: Parini, Monti, Foscolo, Manzoni’). Tiranë: Nikaj. 1936.   241 o.
- Antologia della lirica albanese. Milano: Scheiwiller. 1963.   318 o.

### Szakmunkák
- Vjersha popullore shqipe (’Albán népi verselés’). Firenze: (kiadó nélkül). 1957.   60 o.
- Saggi di letteratura albanese (’Esszék az albán irodalomról’). Firenze: Olschki. 1972.   260 o.

## Emlékezete
Második világháborús politikai szerepvállalása miatt az 1944 után kibontakozó marxista irodalomtörténet hevesen támadta személyét és munkásságát egyaránt, amit csak tetézett, hogy olaszországi emigrációjából ő maga is kritizálta az albán kommunista államvezetés lépéseit, főként irodalompolitikáját. Személyét – Gjergj Fishtával és Faik Konicával egyetemben – sommásan a burzsoá, reakciós és fasiszta irodalom fő szekértolójaként könyvelték el. Az 1991-es rendszerváltást követően nyílt mód Koliqi irodalmi életművének elfogulatlanabb értékelésére